# Tanaro (département)
Pour les articles homonymes, voir Tanaro (homonymie).
1801–1805
Entités précédentes :
- République subalpine

Entités suivantes :
- Département de la Stura
- Marengo
- Montenotte

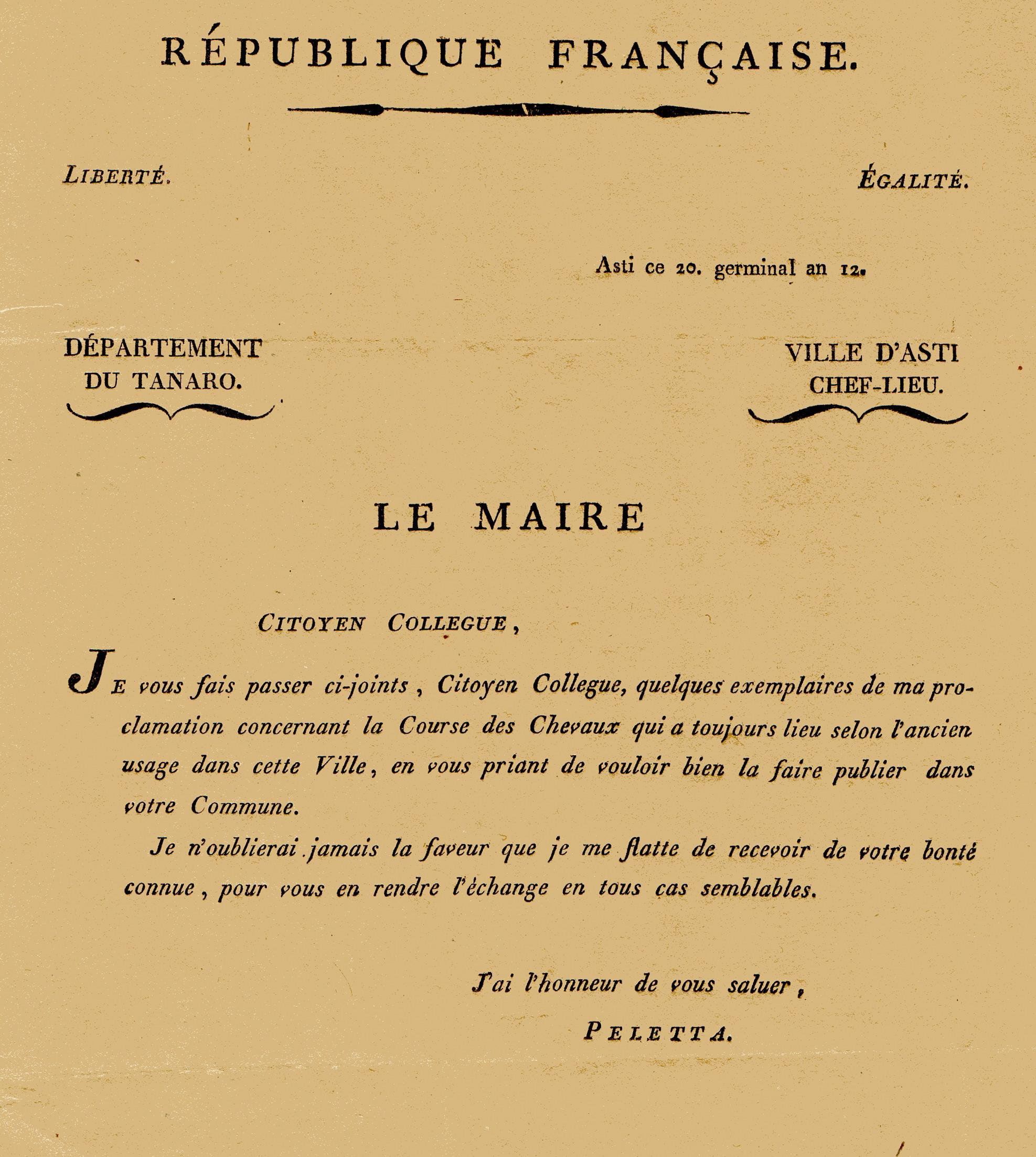
Document sur la course du Palio di Asti du département du Tanero du 10 avril 1804

Le Tanaro est un ancien département français, qui a existé entre 1801 et 1805 dans le territoire actuel de l'Italie. Son chef-lieu était Asti et il portait le numéro 108 dans la liste des 130 départements français de 1811

## Histoire
Le département fut créé le 11 septembre 1802 pour organiser le territoire du Piémont à la suite de l'annexion de la République subalpine par la France. Il tire son nom de la rivière Tanaro.
Le 6 juin 1805, à la suite de l'annexion de la Ligurie, le département fut supprimé et son territoire partagé entre les départements du Marengo, du Montenotte et de la Stura.

## Administration
Le département était divisé en trois arrondissements (Asti, Acqui et Albe) et vingt-neuf cantons.

## Liste des préfets

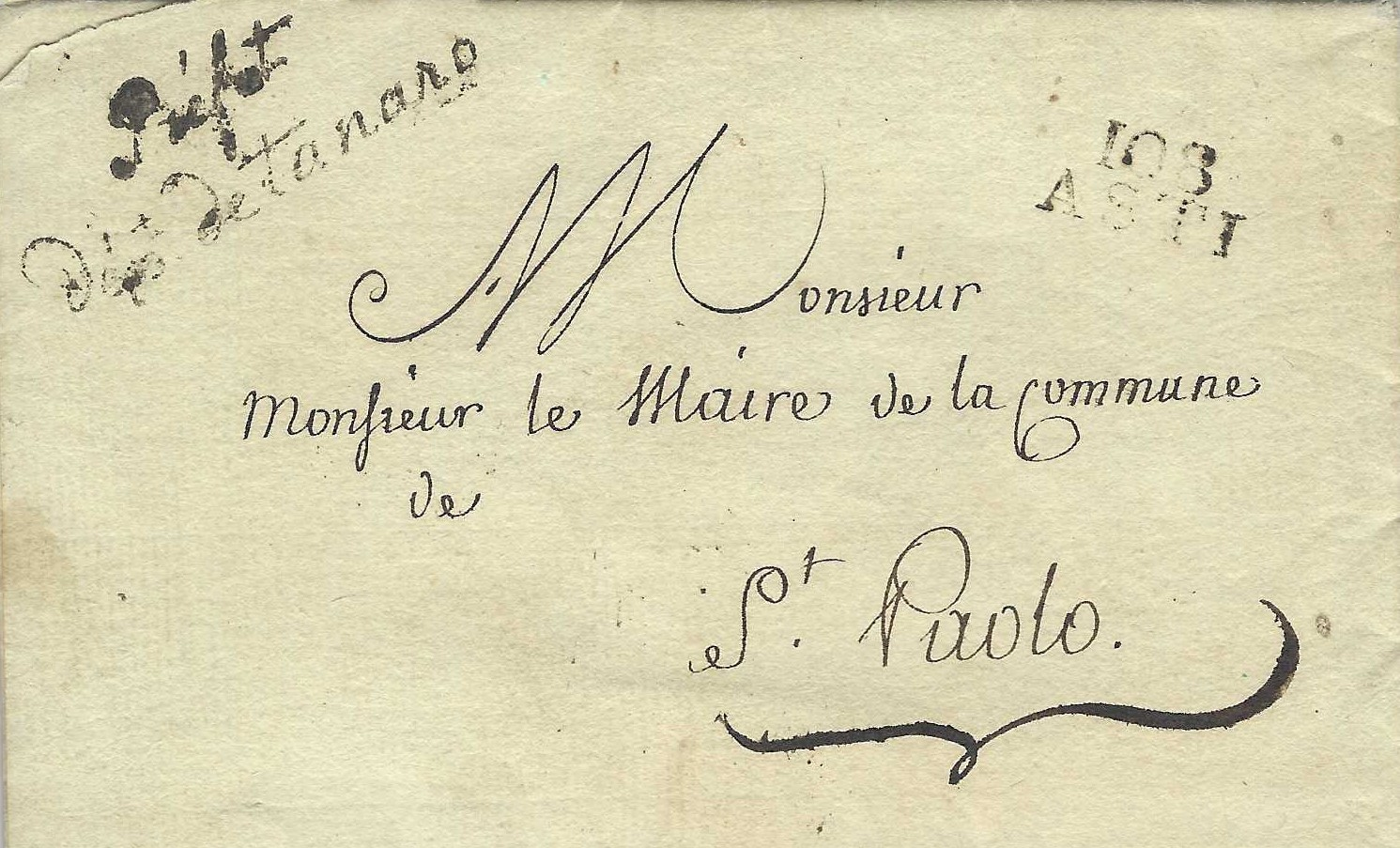
Lettre du 6 fructidor An XII portant le cachet de franchise du préfet du Tanaro Rolland

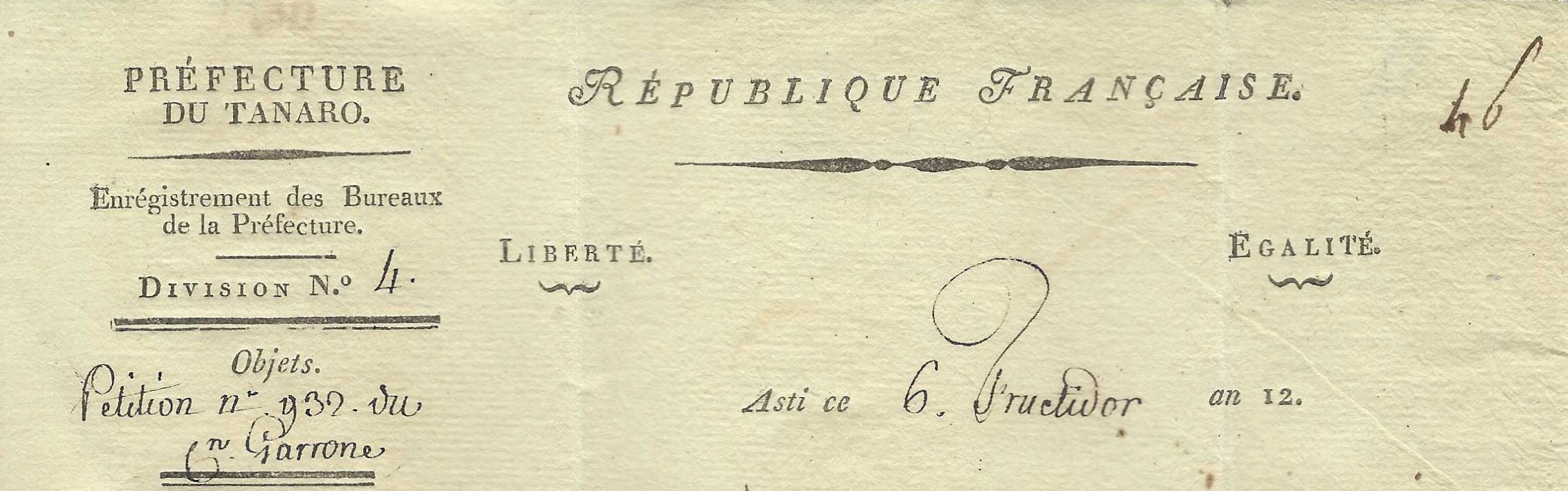
En-tête de lettre du 6 fructidor An XII du préfet du Tanaro Rolland

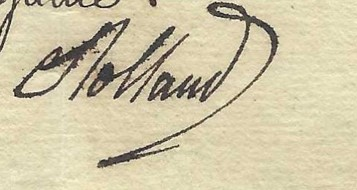
signature Rolland de Villarceaux

| Période         | Période | Identité                                | Fonction précédente                          | Observation                                      |
| --------------- | ------- | --------------------------------------- | -------------------------------------------- | ------------------------------------------------ |
| 26 août 1802    | 1803    | Jules Robert                            |                                              |                                                  |
| 26 février 1803 | 1805    | Jean André Louis Rolland de Villarceaux | Lieutenant au Régiment de La Fère artillerie | Préfet des Apennins (1805) Préfet du Gard (1810) |